# 26200 Van Doren
26200 Van Doren è un asteroide della fascia principale. Scoperto nel 1997, presenta un'orbita caratterizzata da un semiasse maggiore pari a 2,2493008 UA e da un'eccentricità di 0,1346487, inclinata di 5,24281° rispetto all'eclittica.